# Bleeding Love
Bleeding Love – drugi singiel brytyjskiej zwyciężczyni The X Factor, Leony Lewis, pochodzący z jej debiutanckiej płyty Spirit. Jest to jej pierwszy singiel światowy i pierwszy, do którego nagrany został teledysk. „Bleeding Love” został uznany za najlepiej sprzedający się singiel 2007 roku. Teledysk do piosenki można obejrzeć w dwóch wersjach: europejskiej i amerykańskiej. Tylko za samą tę piosenkę Leona otrzymała w 2007 roku 2 nagrody
Singel był nominowany do Nagrody Grammy za rok 2009 w dwóch kategoriach: Best Female Pop Vocal Performance i Record of the Year.
W 2009 roku Tom Dice nagrał cover tego utworu, który trafił na siódme miejsce listy przebojów w Belgii.

## Notowania
| Kraj   | Notowanie (2007/2008)        | Pozycja |
| ------ | ---------------------------- | ------- |
| AUS    | ARIA Singles Chart           | 1       |
| AUT    | Ö3 Austria Top 40            | 1       |
| BE-WAL | Ultratop 50 Singles          | 1       |
| CAN    | „Billboard” Canadian Hot 100 | 1       |
| DNK    | Tracklisten                  | 2       |
| EUR    | Eurochart Hot 100 Singles    | 1       |
| FIN    | Suomen virallinen lista      | 2       |
| FRA    | SNEP                         | 1       |
| DEU    | GfK Entertainment            | 1       |
| IRL    | Irish Singles Chart          | 1       |
| ITA    | FIMI                         | 2       |
| JPN    | Japan Hot 100                | 1       |
| NZL    | Recorded Music NZ            | 1       |
| NOR    | VG-lista                     | 1       |
| ROU    | Top 100                      | 1       |
| ESP    | Promusicae                   | 38      |
| POL    | AirPlay                      | 1       |
| SWE    | Sverigetopplistan            | 2       |
| CHE    | Schweizer Hitparade          | 1       |
| GBR    | UK Singles Chart             | 1       |
| USA    | „Billboard” Hot 100          | 1       |
| USA    | „Billboard” Pop 100          | 1       |

## Daty wydania
| Kraj            | Data                           | Wytwórnia  | Format                        |
| --------------- | ------------------------------ | ---------- | ----------------------------- |
| Irlandia        | 19 października 2007           | Syco Music | CD                            |
| Wielka Brytania | 21 października 2007           | Syco       | digital download              |
| Wielka Brytania | 22 października 2007           | Syco       | CD                            |
| Nowa Zelandia   | 3 grudnia 2007                 | Sony BMG   | CD                            |
| Szwecja         | 6 grudnia 2007                 | Sony BMG   | CD                            |
| Australia       | 15 grudnia 2007                | Sony BMG   | CD                            |
| USA             | 18 grudnia 2007                | J Records  | digital download              |
| USA             | 18 marca 2008                  | J Records  | CD                            |
| Włochy          | 11 stycznia 2008               | Sony BMG   | CD                            |
| Niemcy          | 11 stycznia 2008               | Sony BMG   | CD, maxi CD, digital download |
| Szwajcaria      | 11 stycznia 2008               | Syco       | CD, maxi CD                   |
| Hongkong        | 23 stycznia 2008               | Syco       | maxi CD, digital download     |
| Singapur        | 23 stycznia 2008               | Syco       | maxi CD, digital download     |
| Austria         | 25 stycznia 2008               | Sony BMG   | CD                            |
| Holandia        | 28 stycznia 2008               | Sony BMG   | CD                            |
| Japonia         | 13 lutego 2008 9 kwietnia 2008 | BMG Japan  | digital download              |
| Francja         | 3 marca 2008                   | Sony BMG   | CD                            |

## Lista utworów
CD (88697175622)
1. „Bleeding Love” (Album Version) (Ryan Tedder, Jesse McCartney) – 4:21
2. „Forgiveness”[15] (Kara DioGuardi, Leona Lewis, Salaam Remi) – 4:26

Maxisingel (88697222422)
1. „Bleeding Love” (album) (Tedder, McCartney) – 4:21
2. „Forgiveness” (DioGuardi, Lewis, Remi) – 4:21
3. „A Moment Like This” (Jörgen Elofsson, John Reid) – 4:1
4. „Bleeding Love” (wideo)

USAsingiel promocyjny CD (88697218242)
1. „Bleeding Love” (radio) (Tedder, McCartney) – 3:59
2. „Bleeding Love” (album) (Tedder, McCartney) – 4:21
3. „Bleeding Love” (Call Out Hook) (Tedder, McCartney) – 0:10

USAdigital single (886972980522)
1. „Bleeding Love” (album) (Tedder, McCartney) – 4:21